# جائزة روما الأمريكية

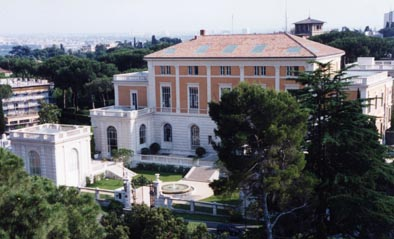
الأكاديمية الأمريكية في روما حيث يقيم الفائزين

جائزة روما تمنحها الأكاديمية الأمريكية في روما، روما، إيطاليا. يتم اختيار ما يقرب من ثلاثين باحثًا وفنانًا كل عام للحصول على زمالة دراسية في الأكاديمية. ومُنحت الجوائز سنويًا منذ عام 1921، مع توقف خلال سنوات الحرب العالمية الثانية، من عام 1942 إلى عام 1949.

## قائمة الفائزين في الهندسة المعمارية
- 1897 - جون راسيل بوب
- 1919 - رايموند إم. كينيدي
- 1951 - لويس كان
- 1954 - بيترو بيلوسكي
- 1956 - روبرت فينتوري
- 1960 - إدوارد دوريل ستون
- 1961 - ماكس أبراموفيتز
- 1962 - مايكل غرافيس
- 1966 - وليام بيدرسن (من كون بيدرسن فوكس )
- 1971 وليام بيريرا
- 1974 - ريتشارد ماير
- 1975 - تشارلز مور
- 1978 - هربرت باير، رومالدو جيورجولا، مايكل غرافيس

## قائمة الفائزين في
- 1992 - مارثا شوارتز

## قائمة الفائزين في الفنون البصرية
- 1899 - هيرمون أتكينز ماكنيل
- 1910 - باري فولكنير
- 1916 - ليو فرايدلاندر
- 1920 - كارل بول جينيوين
- 1949 فيليب جوستون [1]
- 1960 - ريكو ليبرون
- 1971 - فيليب جوستون
- 1982 - جورج هيرمس
- 1987 - بروس نومان، فيتو أكونسي
- 1989 - روي ليختنشتاين
- 1996 - إغلاق تشاك
- 2000 - ديفيد سال

## قائمة الفائزين في التصميم
- 1991 - جويل ستيرنفيلد

## قائمة الفائزين في الدراسات الكلاسيكية والآثار
- 1920 - ليلي روس تايلور
- 1957 - هربرت بلوخ
- 1977 - ديفيد إم. هالبرين
- 1979 - E. Christian Kopff
- 1989 - إرنست كيتسينغر

## قائمة الفائزين في تاريخ الفن
- 1950 - إدغار ويند
- 1966 - سيغفريد جيدون
- 1978 - رودولف أرنهايم
- 1980 - رامزي ماكمولين

## قائمة الفائزين في الأدب
- 1953 - ويليام ستايرون
- 1954 - آلين تيت
- 1957 - جون سياردي ، أرشبيلد ماكليش، روبرت بن وارن
- 1960 - إليزابيث بوين، والاس ستغنر
- 1970 - جون هيرسي
- 1975 - الفريد كازين
- 1980 - فرانسين دو بليسيكس جراي
- 1986 - أوسكار هيجيلوس

## قائمة الفائزين في عصر النهضة والعصر الحديث
- 2005 - ماريو كاربو

## قائمة الفائزين في النحت
- 1912 - بول مانشيب

## قائمة الفائزين في التأليف الموسيقي
- 1924 - هوارد هانسون
- 1925 - راندال تومسون
- 1931 - روجر سيشنز
- 1933 - فيرنر جانسين
- 1937 - صامويل باربر
- 1951 - آرون كوبلاند
- 1952 - لوكاس فوس، جيل كوبيك
- 1954 - إليوت كارتر
- 1955 - جورج بالش ويلسون
- 1956 - جوفريدو بيتراسي
- 1957 - بوهسلاف مارتينو
- 1959 - سالفاتور مارتيرانو
- 1963 - إليوت كارتر
- 1974 - ليون كيرشنر
- 1985 - ديفيد ديل تريديسي آرون جاي كيرنيس
- 1986 - راند شتيغر
- 1987 - إيرل براون